# Astellas
Astellas é uma indústria farmacêutica japonesa fundada em 1 de abril de 2005, oriunda da fusão da Yamanouchi Pharmaceutical Co., Ltd. e Fujisawa Pharmaceutical Co., Ltd.. Produz medicamentos das áreas de urologia, imunologia (transplantes), dermatologia, cardiologia, oncologia, SNC, entre outras.
É a segunda maior farmacêutica do Japão.